# Gran Ejército Virtuoso de Han
El Gran Ejército Virtuoso de Han (大漢義軍) fue un ejército chino colaboracionista que cooperó con el Imperio del Japón en campañas en el norte de China y en Mongolia Interior inmediatamente antes del inicio oficial de las hostilidades de la segunda guerra sino-japonesa.

## Historia
El Gran Ejército Virtuoso de Han fue formado por un señor de la guerra menor y comandante del Ejército Popular Antijaponés de Chahar Wang Ying después de su derrota por el Ejército Imperial Japonés en lo que ahora forma parte de Mongolia Interior en 1936.
Wan desertó al ejército de Kwantung y persuadió a los japoneses para que le permitieran reclutar soldados chinos desempleados en la provincia de Chahar para formar un ejército mercenario con asesores japoneses. Logró reclutar aproximadamente 6000 hombres, que luego fueron entrenados por los japoneses y organizados en cuatro brigadas de infantería en el norte de Chahar, ocupado por los japoneses. Las tropas estaban armadas con armas incautadas de las armerías y almacenes del noreste del ejército en el norte de China. Esta fuerza se unió a otro ejército subsidiario japonés, el ejército de Mongolia Interior, bajo el mando general del príncipe mongol Teh Wang.
Durante la invasión de Suiyuan, el ejército de Mongolia Interior atacó Hongort el 15 de noviembre de 1936. Después de varios días de lucha, los atacantes no lograron capturar la ciudad. El 17 de noviembre, un contraataque chino sorprendió a los invasores y condujo a una retirada desorganizada. Aprovechando el desorden entre las fuerzas mongolas, el general chino Fu Zuoyi hizo un movimiento de flanco al oeste del cuartel general de Mongolia en Pailingmiao y atacó, capturó y derrotó a los defensores. Los japoneses transportaron a Wang y su Gran Ejército Virtuoso de Han en camiones a un lugar cerca de Pai-ling-miao y lanzaron un contraataque, que fracasó el 19 de diciembre. Con la mayor parte de sus hombres capturados o asesinados, el Gran Ejército Virtuoso de Han dejó de existir como una fuerza de combate efectiva, y los japoneses disolvieron los restos.